# イワツメクサ
イワツメクサ（岩爪草）とは、ナデシコ科ハコベ属の多年草。本州中部の高山の礫地に多く分布する高山植物。
高さ5～20cm。葉は細長く3cmほど。花期は7～9月で、白い花を咲かせる。5弁花であるが、真ん中に深い切れ込みが入っているので花弁が10枚あるように見える。
和名は、岩の間から生えるツメクサという意味から付けられた。

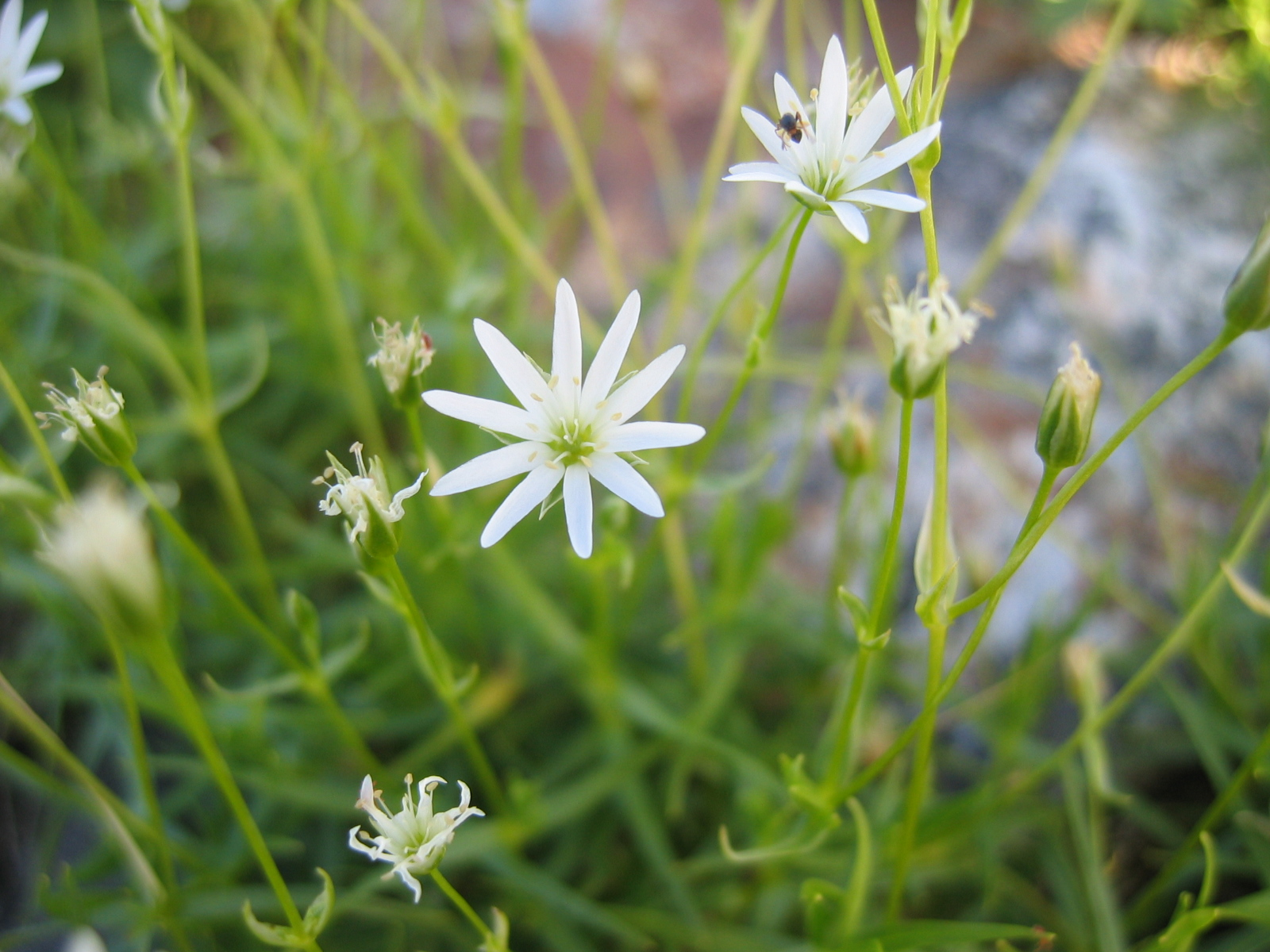
イワツメクサ（白馬大池・2006年8月）